# Бертовил
Бертовил (фр. Bertheauville) насеље је и општина у северној Француској у региону Горња Нормандија, у департману Приморска Сена која припада префектури Дјеп.
По подацима из 2011. године у општини је живело 116 становника, а густина насељености је износила 47,74 становника/km². Општина се простире на површини од 2,43 km². Налази се на средњој надморској висини од 110 метара (максималној 120 m, а минималној 49 m).

## Демографија
| 1962. | 1968. | 1975. | 1982. | 1990. | 1999. | 2011. |
| ----- | ----- | ----- | ----- | ----- | ----- | ----- |
| 98    | 115   | 84    | 60    | 75    | 85    | 116   |

График промене броја становника у току последњих година